# 팍디춤폰군
팍디춤폰군은 차이야품주의 행정 구역이다. 이 지역의 총 인구 수는 2000년 기준으로 28111명이다. 인구 밀도는 31.2km2이다.

## 행정 구역
| 1. | Ban Chiang | บ้านเจียง |  |
| 2. | Chao Thong | เจาทอง  |  |
| 3. | Wang Thong | วังทอง   |  |
| 4. | Laem Thong | แหลมทอง |  |